# Coll d'Eres
El coll d'Eres és un coll del massís de Sant Llorenç del Munt que té una elevació de 942,5 m. Marca el límit municipal i comarcal entre Mura (Bages), al vessant sud-oest, i Sant Llorenç Savall (Vallès Occidental), al vessant nord-est. És a la cara sud-est del Montcau, a l'inici de la carena del Pagès, la qual discorre de nord a sud fins a la Mola.
El 19 de maig del 1961, a iniciativa de l'activista cultural Joan Morral i Pelegrí, s'hi erigí un monòlit en honor del poeta i escriptor Joan Maragall.

## Història
En un primer moment es pensà de situar el monòlit al cim de la Mola, però després es decidí fer-ho a l'emplaçament actual i amb la inscripció de dos versos del poeta: "Jo no sé lo que teniu / que us estimo tant muntanyes". Es commemorava dues coses: el cinquantè aniversari de la seua mort i la festa que Terrassa li dedicà a ell i al músic Enric Morera, en forma d'aplec, el 18 de maig del 1904 (dels dos homenatjats, només Maragall hi fou present). La iniciativa partí de diferents prohoms de la cultura terrassenca: Joan Llongueras i Badia i Jaume Llongueras i Badia, Joaquim Vancells, Francesc Pi de la Serra, etc., tots ells membres de l'Agrupació Regionalista. Els expedicionaris (Maragall hi pujà a cavall d'un mul), feren nit a la masia de la Mata. L'endemà, a les cinc del matí, emprengueren la caminada fins a Sant Llorenç i, després d'esmorzar als Òbits, van arribar a la Mola. Abans d'entrar al temple, centenars de cantaires dirigits pel mestre Llongueras van entonar el Cant dels Joves:
| « | "L'hora nostra és arribada: tots ens hem desensonyat amb el front il·luminat per la llum d'una altra albada. I esperem que surti el sol per cantar-ne l'alegria: quan veurem que s'alça el dia, alçarem, cantant, el vol. Com aucells ens alçarem, movent l'aire amb la volada; com a núvols creixerem amb remors de pedregada. I en les serres avials remourem la gran tempesta, fins que el sol, veient-nos alts, ens vesteixi amb llums de festa. I per l'aire, llavors pur, de la pàtria rabejada, baixarem amb vol segur a repòs de migdiada." | » |

Després de la cerimònia religiosa es dirigiren al Coll de les Eres, on es feu un dinar de germanor.